# 저혈압

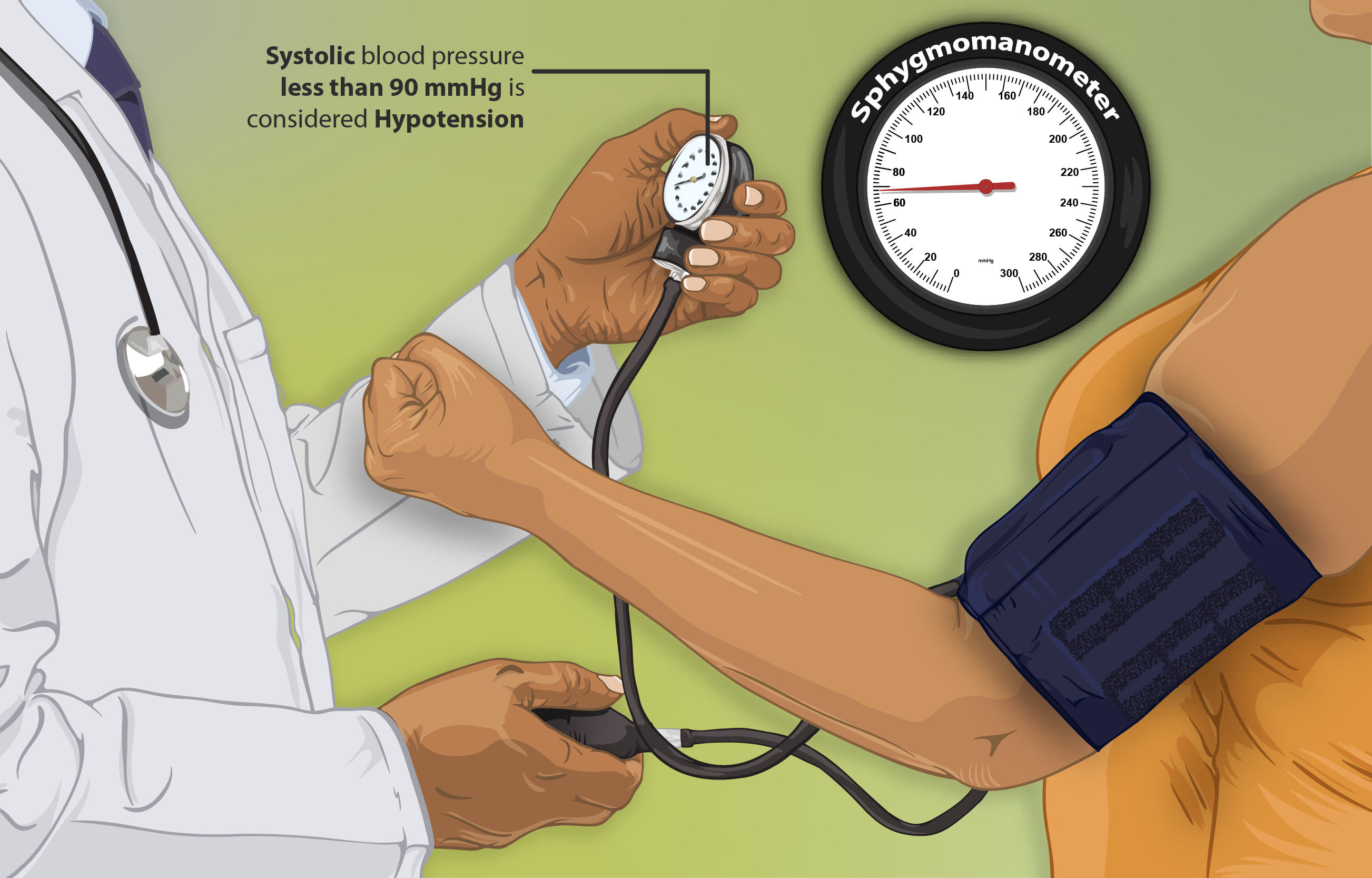

저혈압(低血壓, 영어: hypotension)은 생리학과 의학에서 특히 체순환의 동맥에서 혈압 수준이 정상 범위를 크게 밑도는 상태를 말한다.

## 증상
혈압이 낮아도 아무런 증상이 없을 수도 있지만, 기분이 초조하거나 머리가 어지러운 등의 증상을 호소할 수 있다.
혈압은 하루 동안 계속 바뀔 수 있다. 이를테면 몸의 자세에 따라서도 영향을 받는다. 누운 다음에 일어서면 일시적으로 혈압이 낮아진다. 이때 현기증이나 두통 등을 일으킬 수 있고, 특히 혈압이 낮아진 상태에서 계속 유지되는 경우 조직의 '기능부전'(가능장애 및 손상)에 빠질 수 있으며 이를 쇼크 상태라고 한다. 증상이 경미한 경우에 12분 동안 걸어야 서서히 원래대로 돌아간다. 그 밖에도, 식사 등에 따라서도 잠시 혈압이 떨어지지만 이 때에도 앞서 말했던 증상이 나타날 수도 있다.

## 참조
1. ↑  TheFreeDictionary > hypotension. Citing: The American Heritage Science Dictionary Copyright 2005

## 같이 보기
- 고혈압
- 기립성 저혈압
- 빈혈